# Trei Kilometri Pana La Capatul Lumii
Trei kilometri până la capătul lumii er en film fra 2024 af Emanuel Pârvu.

## Medvirkende
- Ciprian Chiujdea som Adi
- Laura Vasiliu
- Bogdan Dumitrache
- Ingrid Micu-Berescu som Ilinca
- Valeriu Andriuță
- Adrian Titieni